# Loucas Giorkas
Loucas Giorkas (græsk:Λούκας Γιώρκας; født 18. oktober 1986 i Larnaca, Cypern) er en græsk-cypriotisk sanger. Han vandt den første sæson af det græske X-Factor i 2009. Senere på året udgave han sin første album Mazi, som opnåede guld. I januar 2011 blev han præsenteret på græsk tv, som en af de seks finalister til at vinde det nationale melodi grand prix. I marts vandt han sammen med Stereo Mike med sangen Watch my dance og skal derfor repræsentere Grækenland ved Eurovision Song Contest 2011 i Düsseldorf.